# Acanthochelys spixii
Acanthochelys spixii là một loài rùa trong họ Chelidae. Loài này được Spix mô tả khoa học đầu tiên năm 1824.

## Hình ảnh

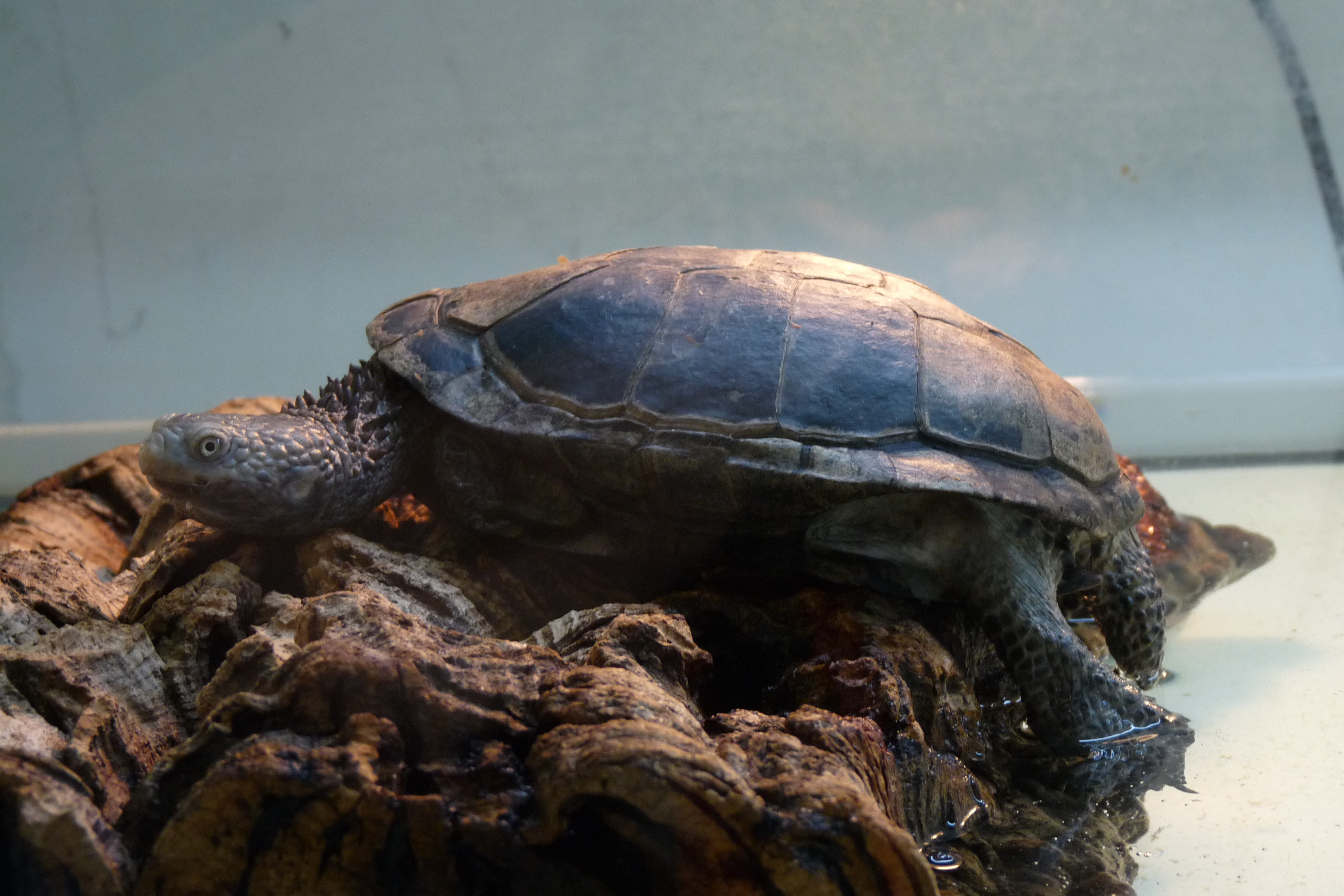